# Жан Рено
Жан Рено́ (фр. Jean Reno [ˈʒɑ̃ ʁeˈno], наст. имя — Хуа́н Море́но и Эрре́ра-Химе́нес (исп. Juan Moreno y Herrera Jiménez); род. 30 июля 1948, Касабланка) — французский актёр испанского происхождения. Снимается в кино с 1979 года.

## Биография
Жан Рено родился во Французском Марокко в городе Касабланка 30 июля 1948 года и носил в то время имя Хуан Морено. В 1960 году семья Морено вернулась в Европу и поселилась во Франции (они бежали в Марокко из Андалусии, спасаясь от режима генерала Франко).
Рено пришлось отслужить во французской армии, чтобы получить гражданство. В 1970 году он брал уроки актёрского мастерства в студии Рене Симона, в 1974 году дебютировал в телепостановках, потом на театральных подмостках «Ecce Homo», а в 1978 году — в кинофильме «L’Hypothese du tableau volé», но кинокарьера Рено не складывалась. Так было до встречи с 26-летним режиссёром Люком Бессоном, который в 1981—1994 годах снял его в значительных ролях шести своих фильмов. Фильм «Подземка» прославил не только молодого Бессона, но и ознаменовал начало серьёзной актёрской карьеры Жана Рено.
Актёр достиг значительного успеха в возрасте 40 лет, получив признание в 1988 году благодаря фильму «Голубая бездна». Его исполнение роли Энцо Майорки под руководством Люка Бессона сделало его заметной фигурой французского кино и принесло первую номинацию на премию «Сезар» за лучшую мужскую роль второго плана. Успех картины в Японии подтолкнул его к участию в рекламе автомобилей Honda Orthia в 1996 году. В 1992 году он также озвучил главного героя японского мультфильма «Порко Россо» на французском языке.

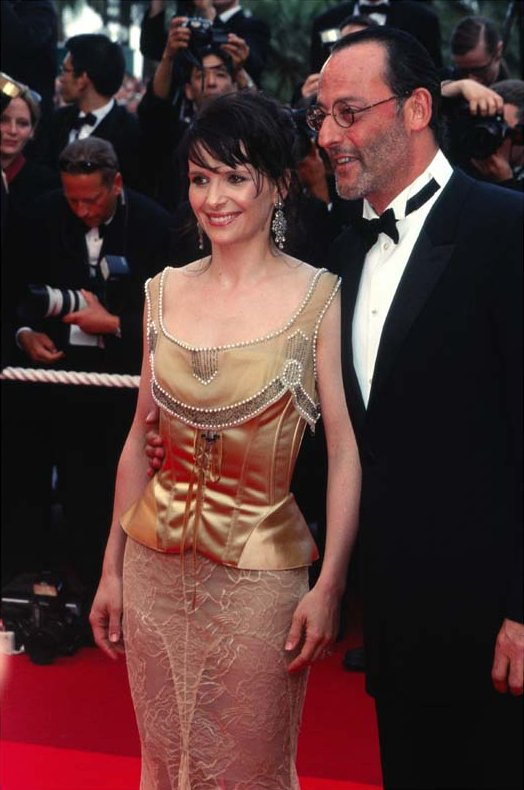
Жюльет Бинош и Жан Рено на Каннском кинофестивале в 2002 году

В следующем году он снова работал с Бессоном, сыграв уборщика Виктора в фильме «Никита». Прорыв в комедийной сфере произошел, когда Жан-Мари Пуаре выбрал его на роль шпиона Филиппа Булье в «Операции „Тушёнка“», а затем доверил роль Годфруа де Монмирая в приключенческой комедии «Пришельцы», которая стала коммерчески успешной. В 1994 году Рено сыграл главную роль в боевике «Леон», что ознаменовало его пятую работу с Бессоном, и его карьера продолжала развиваться с проектами, такими как «За облаками» и «Французский поцелуй». В 1996 году он снялся в «Ягуаре» и «Миссии невыполнима», а в 1998 году его ожидают более значимые роли в «Пришельцах 2: Коридоры времени» и «Годзилле».
Десятилетие он начал с двух французских комедий: «Папаши без вредных привычек», снятой его коллегой по актёрскому ремеслу Кристианом Клавье, и кулинарной комедии «Шеф», где он исполнил роль шеф-повара Александра де ла Гарда под режиссурой Дэниела Коэна. Оба проекта не привлекли должного внимания. Точно так же провалился боевик «Я, Алекс Кросс», снятый в 1997 году Робом Коэном.
Чтобы разнообразить свою карьеру, он согласился на участие в телевизионном проекте «Джо» — детективном сериале, который стартовал в 2013 году на TF1.
В 2014 году он снялся в драмеди Розлин Бош «Каникулы в Провансе», что дало ему возможность поработать с более глубокими персонажами. Однако в конце года крупный проект «Красное такси» оказался неудачным. Американская комедийная драма «Дни и ночи», написанная и поставленная Кристианом Камарго, получила довольно ограниченный прокат.
В 2015 году он сыграл в отличном французском боевике «Антибанда» Бенджамина Роше, а затем принял близкую к своему персонажу роль в приключенческой драме «Орел и ребёнок» от Херардо Оливареса.
В 2016 году два ожидаемых фильма получили разгромные отзывы: первый из них — «Пришельцы: Взятие Бастилии», продолжение предыдущих работ Жана-Мари Пуаре; второй — мелодрама «Последнее лицо» от Шона Пенна.
В 2017 году он стал членом жюри Пекинского международного кинофестиваля под руководством Билле Аугуста.
В 2019 году его голос вновь прозвучал в анимационном фильме «Король Лев», где он озвучил Муфасу во французской адаптации.

## Личная жизнь
Жан Рено был трижды женат. От первой супруги имеет дочь Сандру (1978) и сына Микаэля (1980).

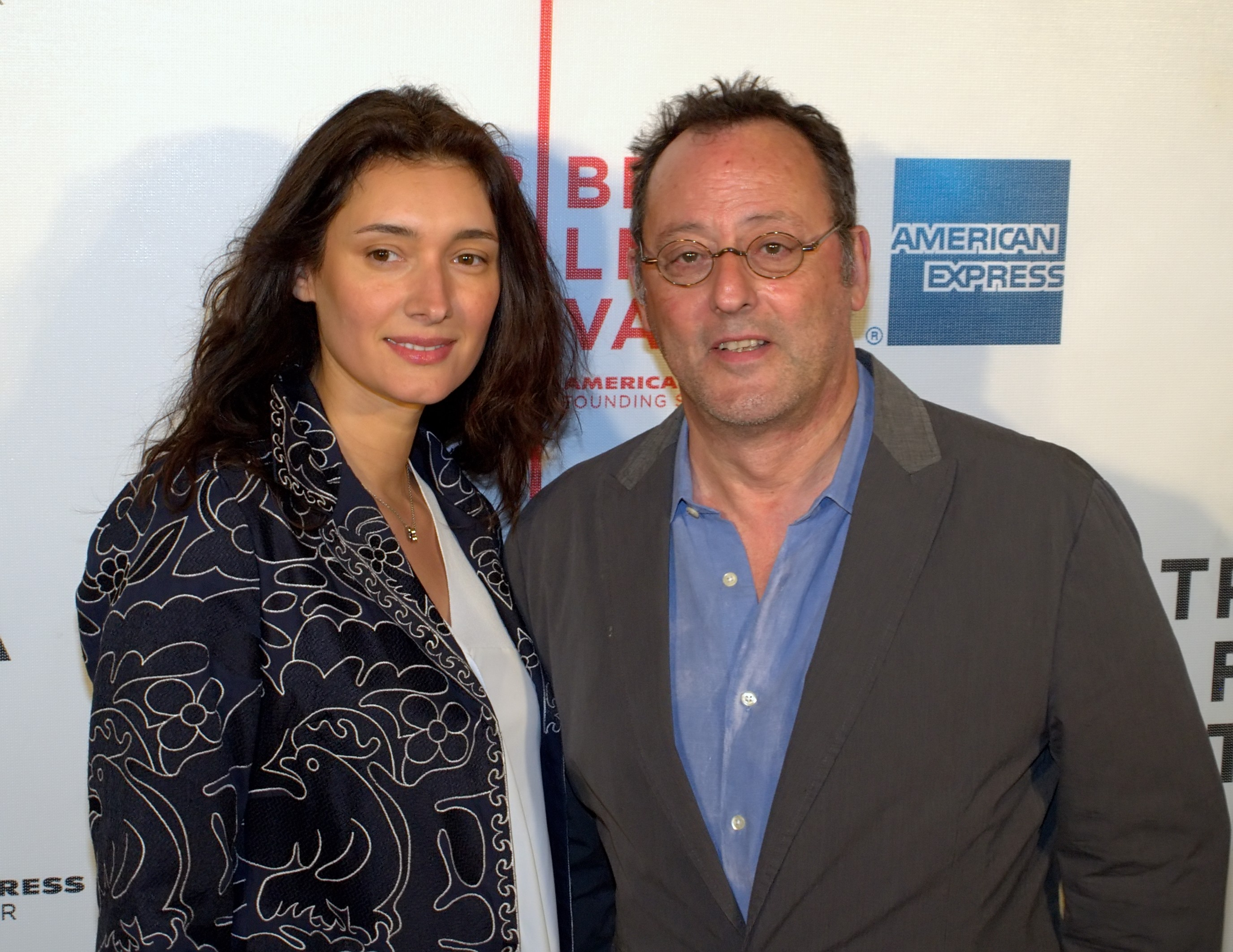
Рено с женой Зофией Боруцкой на кинофестивале Трайбека в 2010 году

Супруги расстались, когда у Рено начался роман с польской моделью Натальей Дышкевич. Наталья родила ему сына Тома (1996) и дочь Серену (1998). Второй брак распался в 2001 году.
В июле 2006 года Жан женился на британской модели и актрисе польского происхождения Зофии Боруцкой (1972). Шафером на свадьбе был его сосед и друг Николя Саркози, который в то время занимал пост министра внутренних дел Франции.
У Рено три дома: в Париже, Лос-Анджелесе и Малайзии.
Он большой поклонник Элвиса Пресли и даже имитировал его пение в фильме «Годзилла».
Также большой поклонник футбола и официально болеет за миланский «Интер».

## Частичная фильмография
| Год  |    | Русское название                      | Оригинальное название                               | Роль                                    |
| ---- | -- | ------------------------------------- | --------------------------------------------------- | --------------------------------------- |
| 1978 | ф  | Гипотеза похищенной картины           | L’Hypothèse du tableau volé                         | маркиз Л.                               |
| 1979 | ф  | Свет женщины                          | Clair de femme                                      | полицейский                             |
| 1980 | ф  | Хотите вундеркинда?                   | Voulez-vous un bébé Nobel?                          | Бернье                                  |
| 1981 | ф  | Большие манёвры                       | Les Bidasses aux grandes manœuvres                  | лейтенант Заг                           |
| 1981 | ф  | Мы не ангелы, но и они тоже           | On n’est pas des anges… elles non plus              | эпизод                                  |
| 1982 | ф  | Прохожая из Сан-Суси                  | La Passante du Sans-Souci                           | эпизод                                  |
| 1983 | ф  | Последняя битва                       | Le Dernier Combat                                   | убийца                                  |
| 1983 | ф  | Верх благополучия                     | Signes extérieurs de richesse                       | Марк Летелье                            |
| 1984 | ф  | Наша история                          | Notre histoire                                      | сосед                                   |
| 1985 | ф  | Телефон всегда звонит дважды          | Le téléphone sonne toujours deux fois               | доверенный человек Крестной матери      |
| 1985 | ф  | Подземка                              | Subway                                              | барабанщик                              |
| 1985 | ф  | Сугубо личное дело                    | Strictement personnel                               | детектив Вильшез                        |
| 1986 | ф  | Красная зона                          | Zone rouge                                          | охранник Лечча                          |
| 1986 | ф  | Я люблю тебя                          | I Love You                                          | дантист                                 |
| 1988 | ф  | Голубая бездна                        | Le Grand Bleu                                       | ныряльщик Энцо Молинари                 |
| 1990 | ф  | Человек в золотой маске               | L’Homme au masque d’or                              | священник Викторио Гаэтано              |
| 1990 | ф  | Никита                                | Nikita                                              | чистильщик (киллер) Виктор              |
| 1991 | ф  | Лулу Граффити                         | Loulou Graffiti                                     | грабитель Пике ла Люна                  |
| 1991 | ф  | Операция «Тушёнка»                    | L’Opération Corned-Beef                             | капитан Филипп Булье "Акула"            |
| 1993 | ф  | Пришельцы                             | Les Visiteurs                                       | граф Годфруа де Монмирай                |
| 1994 | ф  | Леон                                  | Léon                                                | чистильщик Леон                         |
| 1995 | ф  | Придурки                              | Les Truffes                                         | Патрик                                  |
| 1995 | ф  | Французский поцелуй                   | French Kiss                                         | инспектор Жан-Поль Кардон               |
| 1995 | ф  | За облаками                           | Al di là delle nuvole                               | Карло                                   |
| 1996 | ф  | Миссия невыполнима                    | Mission: Impossible                                 | Франц Крюгер                            |
| 1996 | ф  | Ягуар                                 | Le Jaguar                                           | Жан Кампана                             |
| 1997 | ф  | Место на кладбище                     | Roseanna’s Grave                                    | Марчелло                                |
| 1997 | ф  | Колдовская любовь                     | Un amour de sorcière                                | волшебник Молок Эдрамарек               |
| 1997 | ф  | Сестры Солей                          | Les Sœurs Soleil                                    | зритель                                 |
| 1998 | ф  | Пришельцы 2: Коридоры времени         | Les Couloirs du temps: Les visiteurs 2              | граф Годфруа де Монмирай                |
| 1998 | ф  | Годзилла                              | Godzilla                                            | агент французских спецслужб Филлип Роше |
| 1998 | ф  | Ронин                                 | Ronin                                               | наёмник Винсент                         |
| 2000 | ф  | Багровые реки                         | Les Rivières pourpres                               | комиссар Пьер Ниманс                    |
| 2001 | ф  | Пришельцы в Америке                   | Just Visiting                                       | граф Тибо де Мальфет                    |
| 2001 | ф  | Васаби                                | Wasabi                                              | комиссар Юбер Фиорентини                |
| 2002 | ф  | Роллербол                             | Rollerball                                          | создатель роллербола Алексей Петрович   |
| 2002 | ф  | История любви                         | Décalage horaire                                    | бизнесмен Феликс                        |
| 2003 | ф  | Невезучие                             | Tais-toi!                                           | уголовник Руби                          |
| 2004 | ф  | Багровые реки 2: Ангелы апокалипсиса  | Les Rivières pourpres 2 — Les anges de l’apocalypse | комиссар Пьер Ниманс                    |
| 2004 | ф  | Отель «Руанда»                        | Hotel Rwanda                                        | президент бельгийской авиакомпании      |
| 2004 | ф  | Корсиканец                            | L’Enquête corse                                     | мафиози Анже Леони                      |
| 2005 | ф  | Империя волков                        | L’Empire des loups                                  | полицейский в отставке Жан-Луи Шиффер   |
| 2005 | ф  | Тигр и снег                           | La Tigre e la nege                                  | иракский поэт Фуад                      |
| 2006 | ф  | Розовая пантера                       | The Pink Panther                                    | жандарм Жильбер Понтон                  |
| 2006 | ф  | Код да Винчи                          | The Da Vinci Code                                   | капитан Безу Фаш                        |
| 2006 | мф | Смывайся!                             | Flushed Away                                        | голос Лягуш                             |
| 2006 | ф  | Эскадрилья «Лафайет»                  | Flyboys                                             | капитан Тино                            |
| 2008 | ф  | Отпетые мошенники                     | Ca$h                                                | Максим Дюпри                            |
| 2009 | ф  | Розовая пантера 2                     | The Pink Panther 2                                  | жандарм Жильбер Понтон                  |
| 2009 | ф  | Замкнутый круг                        | Premier Circle                                      | крёстный отец Мило Малакян              |
| 2009 | ф  | Формула любви для узников брака       | Couples Retreat                                     | учитель Марсель                         |
| 2009 | ф  | Инкассатор                            | Armored                                             | инкассатор Куинн                        |
| 2010 | ф  | 22 пули: Бессмертный                  | L’Immortel                                          | гангстер Шарли Матэи                    |
| 2010 | ф  | Маргарет                              | Margaret                                            | Рамон                                   |
| 2010 | ф  | Облава                                | La Rafle                                            | доктор Давид Шеинбаум                   |
| 2011 | ф  | Папаши без вредных привычек           | On ne choisit pas sa famille                        | доктор Луиш                             |
| 2012 | ф  | Шеф                                   | Comme un chef                                       | шеф-повар Александр де ла Гард          |
| 2012 | ф  | Я, Алекс Кросс                        | Alex Cross                                          | политик Леон Мерсье                     |
| 2013 | с  | Джо                                   | Jo                                                  | детектив Джо Сен-Клер                   |
| 2014 | ф  | Дни и ночи                            | Days and Nights                                     | семейный врач Луи                       |
| 2014 | ф  | Каникулы в Провансе                   | Avis de mistral                                     | дедушка Поль Мазуре                     |
| 2014 | ф  | Путешествие Гектора в поисках счастья | Hector and the Search for Happiness                 | наркобарон Диего Бареско                |
| 2014 | ф  | Красное такси                         | Benoît Brisefer: Les taxis rouges                   | бандит Пойлонез                         |
| 2015 | ф  | Антиганг                              | Antigang                                            | майор Серж Бюрен                        |
| 2015 | ф  | Братья ветра                          | Brothers of the Wind                                | лесничий Дензер                         |
| 2016 | ф  | Обещание                              | The Promise                                         | французский адмирал Луи Дартиж дю Фурне |
| 2016 | ф  | Пришельцы 3: Взятие Бастилии          | Les Visiteurs 3: La Terreur                         | граф Годфруа Де Монмирай                |
| 2017 | ф  | Семейное ограбление                   | Family Heist / Mes trésors                          | грабитель Патрик                        |
| 2017 | ф  | Девушка в тумане                      | La ragazza nella nebbia                             | доктор Август Флорес                    |
| 2019 | ф  | Полина и тайна киностудии             | Polina and the mystery of a film studio             | экранная голограмма                     |
| 2020 | ф  | Пятеро одной крови                    | Da 5 Bloods                                         | французский бизнесмен Дерош             |
| 2020 | ф  | В ожидании Ани                        | Waiting for Anya                                    | дедушка Анри                            |
| 2020 | ф  | Город мошенников                      | Bronx                                               | начальник полиции Анж Леонетти          |
| 2020 | ф  | Последний день Земли                  | Le Dernier Voyage                                   | Анри, отец главного героя               |
| 2020 | ф  | Малышка с характером                  | The Doorman                                         | главарь наёмников Виктор Дюбуа          |
| 2021 | ф  | Обещания                              | Promises                                            | дедушка                                 |
| 2022 | с  | Частное дело                          | Un asunto privado                                   | Гектор                                  |
| 2023 | ф  | Антиганг: Смена                       | Antigang, la relève                                 | майор Серж Бюрен                        |
| 2024 | ф  | Мой пингвин                           | My Penguin Friend                                   | Жоау                                    |
| 2024 | ф  | Воздушное ограбление                  | Lift                                                | Ларс Йоргенсон                          |

### Короткометражные фильмы
- 1981 — Предпоследний / L’Avant dernier
- 1983 — Кровавая баллада / Ballade sanglante
- 1984 — Не вешайте трубку / Ne quittez pas
- 1984 — Случай / Alea
- 1993 — Винт / La Vis
- 1993 — Паранойя / Paranoïa

### Телевизионные фильмы
- 1985 — Счастливый человек / Un homme comblé
- 1986 — И придёт завтрашний день / Et demain viendra le jour
- 1986 — Отомстить за дедушку / Série noire: Pour venger pépère[фр.]
- 1987 — Месье Бенжамен / Monsieur Benjamin
- 1993 — Бегство от правосудия / Les Aventuriers d’Eden River
- 2020 — Десять процентов / Dix pour cent
- 2020 — Я люблю твою причёску /I Love You Coiffure

### Книги
- 2024 — Эмма[5]

### Появление в компьютерных играх
В 2003 году Жан Рено был приглашён крупнейшей японской корпорацией по разработке видеоигр CAPCOM сыграть одного из главных героев по имени Жак Блан в третьей части имевшей тогда широкую популярность серии Onimusha. Жан Рено участвовал в сессиях motion-capture для Onimusha 3 на территории Франции. Персонаж получил его лицо и мимику, также актёр озвучил французскую речь главного героя (из-за плотного графика английская речь была озвучена другим актёром).

## Награды
- 13 июля 1999 года — кавалер ордена Почётного легиона[7].
- 14 мая 2003 года — офицер Национального ордена Заслуг[8][9].
- 23 ноября 2007 года — офицер ордена Искусств и Литературы[10].
- 11 июля 2008 года — офицер ордена Почётного легиона[11]
- 3 июля 2024 года — командор ордена Почётного легиона[12]